# Resolució 2018 del Consell de Seguretat de les Nacions Unides
La Resolució 2018 del Consell de Seguretat de les Nacions Unides fou adoptada per unanimitat el 31 d'octubre de 2011. Després d'exposar informes de l'Organització Marítima Internacional (OMI) i del Departament d'Afers Polítics de les Nacions Unides (DPA) sobre l'augment en els darrers anys de la pirateria en els països de la costa occidental del golf de Guinea (de Ghana a Gabon), el Consell condemna tots els actes de pirateria i robatoris a mà armada com al mar comesos a la costa dels estats del golf de Guinea.
La Resolució també acull amb satisfacció la intenció de convocar una cimera dels caps d'Estat del golf de Guinea per considerar una resposta integral a la regió i encoratjar els estats de la Comunitat Econòmica dels Estats de l'Àfrica Occidental (ECOWAS), de la Comunitat Econòmica dels Estats d'Àfrica Central (ECCAS) i la Comissió del Golf de Guinea (CCG) per desenvolupar una estratègia global. Alhora, insta a la cooperació entre estats i organitzacions regionals amb les indústries navilieres i d'assegurances per tal de proporcionar assessorament i orientació als vaixells que naveguin pel golf de Guinea